# Macropodiniidae
Famille
Les Macropodiniidae sont une famille de Ciliés de la classe des Litostomatea et non attribués à un ordre par GBIF.

## Étymologie
Le nom de la famille vient du genre type Macropodinium, nom calqué sur le genre de kangourous Macropus, dans lequel a été découvert cet organisme.

## Description
Les Macropodiniidae ont une taille, petite à moyenne ; une forme, ovoïde, aplatie. Ils nagent librement dans leur milieu de vie. On note la présence d'alvéoles corticales divisées par des sillons transversaux, en formes trapézoïdales ou de parallélogrammes, remplies de matière dense. Leurs cils somatiques sont holotriches ou restreints aux kinés situés dans un sillon dorso-ventral qui encercle le corps. Leurs extrusomes sont sous forme de mucocystes somatiques. Leur cavité buccale est conique, bordée ou tapissée par des prolongements de cinéties somatiques. Leur macronoyau est globuleux à ellipsoïde. Micronoyau, vacuole contractile et cytoprocte sont présents. Ils se nourrissant de bactéries, de grains d'amidon et de petits ciliés.

## Biologie
Les Macropodiniidae vivent dans des habitats terrestres, comme endocommensaux dans l'estomac des marsupiaux de la famille des Macropodidae. Ils ont été découvert en 1996 dans le contenu du pré-estomac de certaines espèces de marsupiaux, parmi lesquelles le Quokka (Setonix brachyurus) et divers Macropus (Macropus fuliginosus, le Kangourou gris, Macropus rufus, le Kangourou roux, et Macropus robustus erubescens, le Wallaroo).

## Liste des genres
Selon GBIF (4 juillet 2023) :
- Macropodinium Dehority, 1996
  - Espèce type : Macropodinium moiri Dehority, 1996
- Megavestibulum Cameron & O'Donoghue, 2003 incertae sedis (c'est-à-dire de position taxonomique incertaine)[2]

## Systématique
Le nom valide de ce taxon est Macropodiniidae B.A. Dehority, 1996.

## Publication originale
- (en) Burk A. Dehority, « A New Family of Entodiniomorph Protozoa from the Marsupial Forestomach, with Descriptions of a New Genus and Five New Species », Journal of Eukaryotic Microbiology, vol. 43, no 4,‎ 1996, p. 285-295 (ISSN 1066-5234, e-ISSN 1550-7408, lire en ligne, consulté le 14 juillet 2023).